# Rojkovo
Rojkovo (Russisch: Ройково) is een dorp (derevnja) in de Russische oblast Koersk, district Oktjabrski, selsovjet Tsjernitsynski.

## Geografie
Rojkovo ligt op het Centraal-Russisch Plateau, op de Sejm (de linker zijrivier van de Desna), 11 km ten zuidwesten van Koersk, 2 km ten oosten van Prjamitsyno, aan de oostelijke grens van de selsovjetcenter – Tsjernitsyno.

### Klimaat
Net als in de rest van het district, is het lokale klimaat vochtig continentaal, met significante regenval gedurende het hele jaar (Dfb volgens de klimaatclassificatie van Köppen).

## Inwonersontwikkeling
| Jaar | Aantal inwoners |
| ---- | --------------- |
| 2002 | 334             |
| 2010 | 335             |

Opmerking: Volkstelling

## Economie en infrastructuur
De plaats heeft de volgende straten: Blagodatnaja, Davydova, Dorochova, Jermolova, Makarova, Neverovskogo, Oevarova, Platova, Rajevskogo, Roemjantseva, Samsonova, Seslavina en Skobeleva (140 huizen).

### Verkeer
Rojkovo ligt 3 km van de federale autoweg M-2 of Krim.
1. Malaja Dolzjenkova · 2. Malaja Dolzjenkova · Adojeva · Aleksejevka · Aljabjeva · Anachina · Andrianovka · Artjoechovka · Avdejeva · Balytsjevo · 
Bolsjoje Dolzjenkovo · Bolsjoje Gostevo · Bolsjoje Oemrichino · Bykanovo · Djakonovo · Djoemina · Dmitrijevka · Dontsy · Filippova · Gorboelino · Gremjatsjka · Iljitsja · Jakovlevka · Jaksjina · Joerjevka · Kalinovka · Katyrina · Kolosovka · Korabljova · Kosinova · Koerjanov · Lebedin · Lipina · Ljoettsjina · Lobazovka · Lozovskoje · Malaja Gosteva · Malaja Oemrichina · Maljoetina · Maslova · Michajlovka · Mitrofanova · Nikolskoje · Nizjnjaja Gorboelina · Nizjnjaja Malychina · Nizjnjaja Mazneva · Nizjnjaja Plaksina · Nizjnjaja Vorobzja · Ochotsjevka · Ozerki · Perkova · Pervomajski · Plotava · Pokrovski · Pokrovskoje · Polovneva · Pozdnjakova · Provotorova · Prjamitsyno · Pyzjova · Repina · Reoetova · Rojkovo · Rozjkova · Sjatov · Sjoeklinka · Sejmski · Semenichina · Skripkin · Soboleva · Sokolovka · Sorokina · Sovetskaja Derevnja · Starkovo · Stojanova · Stresjnevka · Stresjnevski · Soechodolovka · Sviridova · Tsjerkassy · Tsjermosjnoj · Tsjernitsyno · Vanina · Verchnije Postojalyje Dvory · Verchnjaja Gorboelina · Verchnjaja Malychina · Verchnjaja Mazneva · Voloboejevo ·  Zakoebanovka · Zaretsje · Zjoeravlinka · Zjoeravlino · Zjoeravlinski